# Macrophiothrix caenosa
Macrophiothrix caenosa är en ormstjärneart som beskrevs av Hoggett 2006. Macrophiothrix caenosa ingår i släktet Macrophiothrix och familjen Ophiothrichidae. Inga underarter finns listade i Catalogue of Life.